# Episodi di Greenleaf (prima stagione)
La prima stagione della serie televisiva Greenleaf, composta da 13 episodi, è stata trasmessa negli Stati Uniti per la prima volta dall'emittente Oprah Winfrey Network dal 21 giugno al 31 agosto 2016.
In Italia la stagione è stata interamente pubblicata il 3 marzo 2017 sul servizio di video on demand Netflix.
| nº | Titolo originale           | Titolo italiano                         | Prima TV USA   | Pubblicazione Italia |
| -- | -------------------------- | --------------------------------------- | -------------- | -------------------- |
| 1  | A Time to Heal             | È tempo di guarire                      | 21 giugno 2016 | 3 marzo 2017         |
| 2  | The Baptism                | Il battesimo                            | 22 giugno 2016 | 3 marzo 2017         |
| 3  | We Shall See Him As He Is  | Vedremo come egli è                     | 22 giugno 2016 | 3 marzo 2017         |
| 4  | Behind Closed Doors        | Dietro porte chiuse                     | 29 giugno 2016 | 3 marzo 2017         |
| 5  | Meaningful Survival        | Il dilemma                              | 6 luglio 2016  | 3 marzo 2017         |
| 6  | Good Morning, Calvary      | Buongiorno, Calvary                     | 13 luglio 2016 | 3 marzo 2017         |
| 7  | One Train May Hide Another | Un treno può nascondere un altro        | 20 luglio 2016 | 3 marzo 2017         |
| 8  | The Whole Book             | Tutta la Bibbia                         | 27 luglio 2016 | 3 marzo 2017         |
| 9  | The Broken Road            | Il cammino accidentato                  | 3 agosto 2016  | 3 marzo 2017         |
| 10 | March to the Sea           | La marcia verso il mare                 | 10 agosto 2016 | 3 marzo 2017         |
| 11 | Men Like Trees Walking     | Scorgo gli uomini camminare come alberi | 17 agosto 2016 | 3 marzo 2017         |
| 12 | Veni, Vidi, Vici           | Veni, vidi, vici                        | 24 agosto 2016 | 3 marzo 2017         |
| 13 | What Are You Doing Here?   | Che ci fai qui?                         | 31 agosto 2016 | 3 marzo 2017         |